# 저하
저하(邸下)는 왕세자 경칭이다. 이때 邸는 '집 저'자로 이때 저하는 "돋아진 땅보다 곧 아래에서 뵈어야 한다는 뜻"이 담겨 있다.
고려는 원나라의 간섭기 이후 저하로 불리다가, 공민왕 때 잠시 불리지 않았다. 조선때는 명나라의 제후가 된후 세자를 다시 저하로 부르게 되었다.
또한 고려 무인시기 최충헌이도 영공 저하라고 하였다.
또한 한국을 뺀 세계에는 저하라고 부르지 않는다 즉 저하는 한국만 칭하는 고유칭호이다.

## 같이 보기
- 폐하
- 전하
- 각하
- 황태자